# Giovanni De Leo
Giovanni De Leo (Siderno Marina, ...) è un fumettista e editore italiano.

## Biografia
Dopo la fine della seconda guerra mondiale, con Gianluigi Bonelli e Francesco Bolzoni fondò le Edizioni Junior per pubblicare figurine. Sempre con Bonelli realizzò e pubblicò nel 1945 il settimanale Cow-Boy contenente storie di Bonelli e la traduzione di fumetti francesi, come Robin Hood e Fantax. Sulla stessa testata esordì anche la serie Yorga, un tarzanide ideato da Bonelli, che divenne nel 1946 una serie autonoma omonima e che, dal 1949, venne edita nella collana Albi Yorga per 41 numeri. La collaborazione con Bonelli si concluse quando questi tornò a collaborare con le Edizioni Audace.
Volendo cercare nuovi disegnatori, promosse una selezione sul quotidiano Il Secolo XIX, grazie alla quale scoprì l'esordiente Gallieno Ferri al quale nel 1949 assegnò la realizzazione di una serie di sua ideazione, Il Fantasma Verde, che verrà pubblicato dalle Edizioni Barabino-Aipa di Genova in un formato simile al comic-book americano, inconsueto per l'epoca (14x21cm). Dopo dieci numeri la serie venne però interrotta e De Leo ideò una serie western, sempre disegnata da Ferri, Piuma Rossa. Nello stesso periodo pubblicò l'edizione italiana di una nota serie francese, Fantax ma, a causa delle tematiche forti, venne costretto presto alla chiusura. De Leo allora decise di realizzarne una nuova versione meno violenta, disegnata da Ferri, Maskar, che verrà pubblicato in una prima serie nel 1951 dalle Edizioni De Leo nell'allora popolare formato a strisce e che verrà poi ristampato in diversi formati negli anni sessanta durante il boom del fumetto nero.
De Leo acquisí poi anche i diritti per alcune serie francesi editi dalla Mouchott come Big Bill, le Casseur e Robin Hood, pubblicandole in italiano con nuove copertine; inoltre pubblicò anche riviste didattiche e di intrattenimento. Nel 1952, sempre in collaborazione con l'editore francese Mouchott, creò diverse serie a fumetti come il personaggio di Thunder Jack che verrà disegnata da Ferri, seguito da Audax, disegnata da Allen Dean. Thunder Jack, dopo l'interruzione della serie italiana, verrà proseguito con una nuova sequenza di storie in Francia, edito da Mouchott. In appendice alla collana dedicata a questo personaggio, nell'edizione italiana compariva un'altra serie western, Tom Tom, sempre scritta da lui e disegnata da Ferri.
A seguito di un esposto del comitato "Difendiamo il fanciullo", nel 1951 venne processato per violazione di alcuni articoli della legge sulla stampa in quanto le pubblicazioni Big Bill le Casseur e Robin Hood sarebbero state lesive dell'educazione dei minori.
Nel 1954 strinse un accordo con due dirigenti di una società ferroviaria, Brancia e Pacifici, i quali avrebbero voluto pubblicare una serie di albi per bambini distribuendoli poi nel circuito delle edicole ferroviarie ma, a causa dell'incompatibilità delle due attività, per non dover rinunciare al loro lavoro, nominarono de Leo come editore; insieme quindi pubblicarono a Milano varie collane, Albi Arcobaleno e gli Albi Arcobaleno Tascabili e poi, attraverso la moglie Anna Maria Castelli, a Genova, gli Albi Tascabili Arcobaleno; l'accordo permise la distribuzione nelle dicole ferroviarie grazie a Pacifici e, nelle altre edicole in Italia, grazie a De Leo. De Leo collaborò anche come sceneggiatore, scrivendo le serie Tom Tom e Thunder Jack, pubblicate sugli Albi Arcobaleno Tascabili.
Nel 1958 ideò e scrisse la seria K7 Il Fantasma Biondo, un personaggio femminile antesignano della più famosa Zakimort, che venne pubblicata in appendice alla serie Teddy Tuono nel 1957 e poi nel 1958 nella collana Maskar Presenta:, pubblicate sempre dalla Arcobaleno.